# Pintor de Eucárides
Pintor de Eucarídes (en griego antiguo: Εὐχαρίδης) es el apodo común de un antiguo artista griego que decoraba pero no firmaba los vasos áticos. No se conoce su nombre real, ni las fechas de su nacimiento y muerte. Presumiblemente este artista fue alumno del Pintor de Nicóxeno.
El nombre fue introducido en 1911 por John Beazley, un historiador clásico de la Universidad de Oxford que tenía un interés especial en los vasos áticos. A través de un examen minucioso de los detalles estilísticos, Beazley y otros eruditos reconocieron las piezas pintadas por el mismo artista. En este caso, el apodo aprecia el uso repetido por el pintor anónimo de inscripciones kalós que elogian la belleza de un joven. Un vaso con la inscripción ΚΑΛΟΣ ΕΥΧΑΡΙΔΕΣ (kalos Eucharides, es decir, «Eucárides es bello») se convirtió en la fuente del nombre del artista.
El pintor de Eucarídes trabajó en Atenas en los años que van desde el 500 a. C. al 470 a. C. En esta época la técnica de pintura de vasos cambió de la técnica de figuras negras a la de figuras rojas, un proceso comúnmente atribuido al Pintor de Andócides. En consecuencia, tanto vasos de figuras negras como de figuras rojas se atribuyen al pintor de Eucarídes. Sus formas van desde grandes cráteras hasta pequeñas copas. Las escenas fueron extraídas de la mitología y de la vida cotidiana.
Muchas de las obras conocidas de este artista fueron recuperadas de tumbas etruscas en Italia. Uno de sus vasos áticos fue declarado saqueado y fue embargado por el Estado italiano.

## Vasos
En todo el mundo se exhiben ejemplos de vasos áticos atribuidos al Pintor de Eucárides, por ejemplo:
- Museo Getty, Malibú, California, EE. UU. (no. 86.AE.227). Jarra de agua de figuras rojas  que ilustra a un joven y a un juerguista con la inscripción epónima.

- Ciudad del Vaticano, Museo Gregoriano Etrusco Vaticano (no. H545) Hidria ática de figuras rojas que ilustra una escena de la Ilíada de Homero, la matanza de Héctor por Aquiles[4][5]

- Londres, Museo Británico (no. B178). Ánfora ática de figuras negras del que representa a Dioniso con hiedra y cántaros entre sátiros. (Vaso del Archivo Beazley número 302996).

- París, Museo del Louvre. Ánfora ática de figuras rojas decorada con una sátiro y una ménade.[6]

- San Petersburgo, Museo del Hermitage. (Inv. No. Б. 2604). Ánfora de figuras rojas ilustrada con Nike con un trípode.[7]

- Hamburgo, Museum für Kunst und Gewerbe. Ánfora de vino de figuras rojas con el asesinato de Argos Panoptes por Hermes.[8]

- Bremen, Antikenmuseum im Schnoor/ Sammlung Zimmermann. Ánfora pseudo-panatenaica de figuras negras.

- Copenhague, Museo Nacional. Stamnos de figuras rojas que ilustran una mujer con un espejo, un joven sentado que mira a un perro. Inscripción. Número de base de datos del Archivo Beazley 202230